# Adolf Klim
Adolf Klim (cca 1837 – 29. dubna 1883 Olomouc) byl rakouský právník a politik německé národnosti z Moravy; poslanec Moravského zemského sněmu a starosta Šternberka.

## Biografie
Od roku 1873 do roku 1875 byl starostou Šternberka. Do roku 1882 zasedal ve výboru Moravsko-slezské notářské jednoty. Kromě své profese notáře byl též literně činný a psal dramata, novely a romány. Napsal tragédii Der Bürgermeister von Urbau. Po několik let působil v redakci listu Znaimer Wochenblatt.
V 70. letech se zapojil i do vysoké politiky. V doplňovacích zemských volbách 23. listopadu 1873 byl zvolen na Moravský zemský sněm, za kurii městskou, obvod Šternberk, poté co rezignoval dosavadní poslanec Karl Mikulaschek. V roce 1873 se uvádí jako německý liberál (tzv. Ústavní strana, liberálně a centralisticky orientovaná).
Zemřel v dubnu 1883 po dlouhé nemoci. V posledních dvou letech trpěl chorobou srdce. Bylo mu 46 let.